# 瓜兰唐
瓜兰唐是巴西圣保罗州的一个市镇。总面积461.795平方公里 ，总人口6400人，人口密度13.9人/平方公里。

## 人口
2000年，该地总人口6323，其中男性3218，女性3105。

## 地理
境内主要河流有阿瓜佩河（Rio Aguapeí）、多拉杜河等。